# Палестина (Алагоас)
Палестина (порт. Palestina)  —  муниципалитет в Бразилии, входит в штат Алагоас. Составная часть мезорегиона Сертан штата Алагоас. Входит в экономико-статистический  микрорегион Сантана-ду-Ипанема. Население составляет 5024 человека (2008 год). Занимает площадь 49,14 км².